# L'Affaire Burton

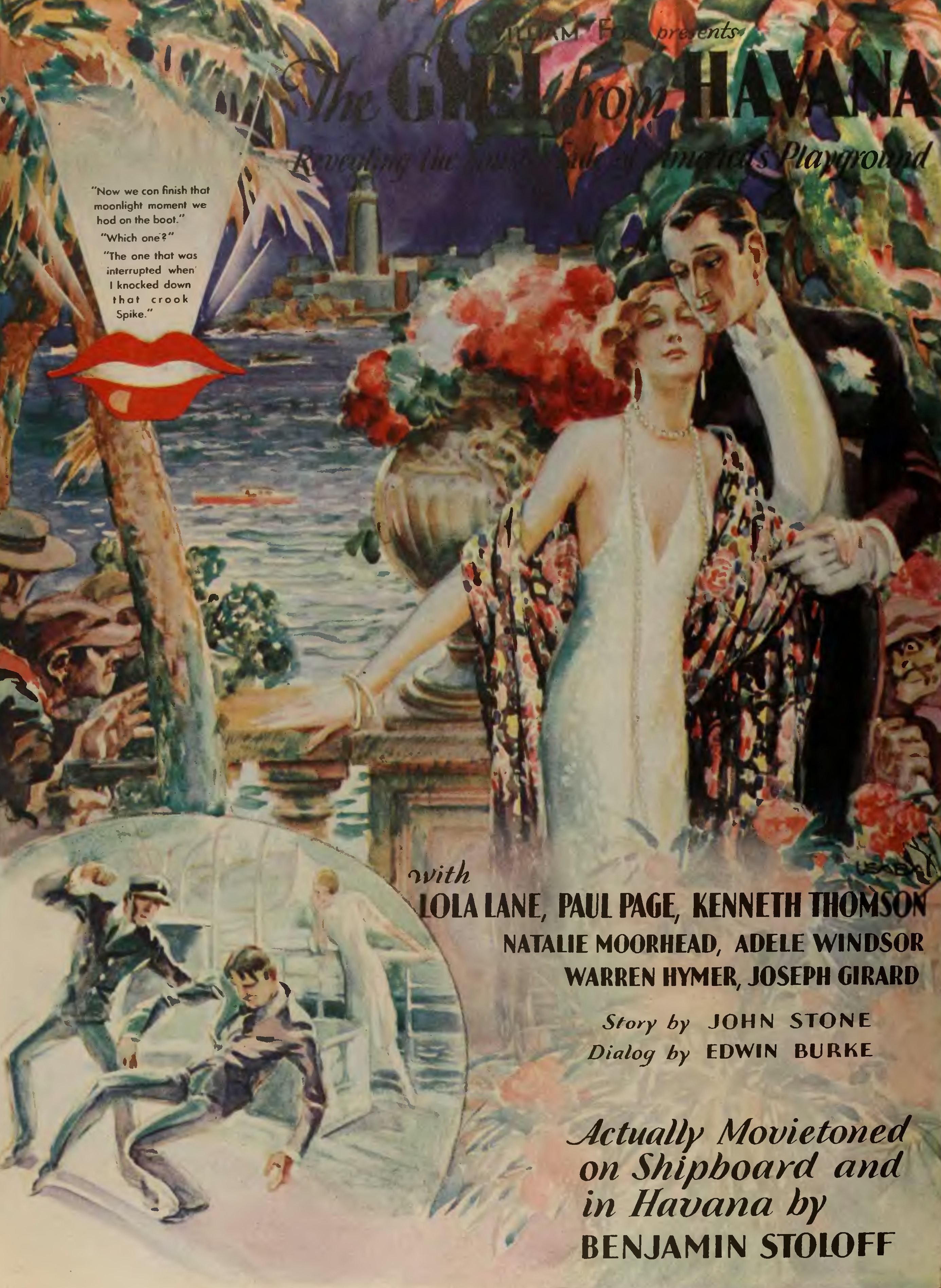
Annonce pour le film dans le magazine The Film Daily.

L'Affaire Burton (titre original : The Girl from Havana) est un film américain pré-Code réalisé par Benjamin Stoloff, sorti en 1929.

## Synopsis
Joan Anders, une jeune détective travaillant pour une association de bijoutiers, se fait passer pour une choriste dans une troupe de comédie musicale pour démasquer une bande de voleurs de bijoux. Sur un bateau à vapeur allant de Los Angeles à La Havane, Joan tombe amoureuse d'Allan Grant, l'un des voleurs présumés. Après l'arrestation de la bande, Grant se révèle être le fils d'un bijoutier assassiné, qui s'est joint à la bande pour traquer le meurtrier.

## Fiche technique
- Titre original : The Girl from Havana
- Réalisation : Benjamin Stoloff
- Scénario : Edwin J. Burke
- Production : Fox Film Corporation
- Photographie : Joseph A. Valentine
- Montage : Paul Weatherwax
- Genre : Mélodrame[1]
- Durée : 65 minutes
- Date de sortie : 22 septembre 1929

## Distribution
- Lola Lane : Joan Anders
- Paul Page : Allan Grant
- Kenneth Thomson : William Dane
- Natalie Moorhead : Lona Martin
- Warren Hymer : Spike Howard
- Joseph W. Girard : Dougherty
- Adele Windsor : Babe Hanson
- Marcia Chapman : Sally Green
- Dorothy Brown : Toots Nolan
- Juan Sedillo : Détective
- Raymond López : Joe Barker

## Bande originale
Le film contient la chanson Time Will Tell, paroles de L. Wolfe Gilbert et musique d'Abel Baer.